# Dalim (stjärna)
Dalim eller Alfa Fornacis (α Foracis, förkortat Alfa For, α For) som är stjärnans Bayerbeteckning, är en dubbelstjärna belägen i den mellersta delen av stjärnbilden Ugnen. Den har en kombinerad skenbar magnitud på 3,85, är den ljusaste stjärnan i stjärnbilden och är synlig för blotta ögat där ljusföroreningar ej förekommer. Baserat på parallaxmätning inom Hipparcosuppdraget på ca 70,2 mas, beräknas den befinna sig på ett avstånd på ca 46 ljusår (ca 14 parsek) från solen. För ca 350 000 år sedan hade Alfa Fornacis ett nära möte med stjärnan Nu Horologii då de två befann sig på ett beräknat avstånd av 0,265 ljusår (0,081 parsek) från varandra.

## Nomenklatur
Alfa Fornacis var upptagen under namnen Dalim (i Piazzis Palermo katalog) och Fornacis (i Burritts Atlas).
År 2016 organiserade Internationella astronomiska unionen en arbetsgrupp för stjärnnamn (WGSN) med uppgift att katalogisera och standardisera riktiga namn för stjärnor. WGSN fastställde namnet Dalim för Alfa Fornacis A i september 2017 och detta är nu inskrivet i IAU:s Catalog of Star Names.

## Egenskaper
Primärstjärnan Alfa Fornacis A är en gul till vit underjättestjärna av spektralklass F8 IV.. Den har en massa som är ca 33 procent större än solens massa, en radie som är omkring dubbelt så stor som solens och utsänder från dess fotosfär ca 5 gånger mera energi än solen vid en effektiv temperatur av ca 6 200 K. Den har en snabb rörelse genom rymden och visar ett överskott av infraröd strålning, vilket kan tyda på närvaro av omgivande material som en stoftskiva.
Följeslagaren, Alfa Fornacis B, har identifierats som en blå eftersläntrare, och har tidigare antingen ackumulerat material från eller sammanslagits med en tredje stjärna. Det är en stark källa till röntgenstrålning och har en massa som är 78 procent av solens.